# سوزوكي هايابوسا
سوزوكي هايابوسا (أو GSX1300R) هي دراجة نارية رياضية التي أدلى بها سوزوكي منذ 1999. وفاز فورا بلقب لإنتاجه أسرع دراجة نارية في العالم، مع سرعة قصوى تصل إلى 188-194 ميلا في الساعة (303-312 كم / ساعة). وقد تربعت على عرش السرعة بين عامي 1999 و 2006 بلا منازع.
تم إصدار الجيل الثاني منها في عام 2008 ثم تلقت تحديثات طفيفة في عام 2014 
بقاؤها على خط الإنتاج طول هذه السنوات كان بسبب نجاحها الكبير وحتى اليوم لا تزال الدراجة الأكثر شعبية والأوفر في قطع الغيار وملحقات التعديل في الأسواق العالمية.
يعني هايابوسا (隼؟) باليابانية «الشاهين». وهو طائر غالبا ما يعتبر رمزا للسرعة بالنظر لطريقة غوصه العمودية في الصيد، وتصل إلى 180-202 ميل في الساعة (290-325 كم / ساعة)، أسرع من أي طائر. على وجه الخصوص، تم اختيار الاسم لأن الشاهين يفترس البلاكبيرد، والتي تعكس القصد من هايابوسا الأصلي للإطاحة هوندا CBR1100XX سوبر بلاكبيرد لأنها كانت أسرع دراجة نارية العالم. وفي نهاية المطاف، تمكنت هايابوسا من تجاوز البلاكبيرد بفارق يقدر بحوالي 10 اميال في للساعة (16 كم / ساعة).
اتفقت وسائل الإعلام على تحديد 186 ميلا في الساعة، أما النسبة بالكيلومتر فقد تباينت 299-303 كم / ساعة، ومن الأمر المعهود النظر إلى حدة الأخطاء المترقبة وتحويلها. قد تتأثر أيضا هذه القيم بعدد من العوامل الخارجية، يمكن أن تكون القوة وعزم الدوران. 
في عام 2000، أدت مخاوف المنظمة الأوروبية لرد فعل عنيف أوجب حظر استيراد. فوقع اتفاق غير رسمي بين الشركات اليابانية والأوروبية للحد من السرعة القصوى لدراجاتهم النارية بشكل تعسفي. 